# Gaby Waxenberger
Gaby Waxenberger (oder Gabriele Waxenberger, * 1956) ist eine deutsche Anglistin und Runologin. Ihre Forschungsbereiche sind die historische Sprachwissenschaft des Englischen, alt- und mittelenglische Sprache und Literatur sowie altenglische Runen und Runologie. Sie ist außerplanmäßige Professorin für Historische Sprachwissenschaft und Literatur des Mittelalters an der Ludwig-Maximilians-Universität München (LMU).
Ihr Studium der Anglistik und Germanistik an der Ludwig-Maximilians-Universität München schloss sie 1984 mit dem Ersten Staatsexamen in Englisch und Deutsch und dem Magister Artium ab. 1986/1987 war sie wissenschaftliche Mitarbeiterin für Englische Philologie an der Katholischen Universität Eichstätt-Ingolstadt und 1987/1988 Lektorin am Department for German des Westfield College in London. 1990 folgte die Promotion in Englischer Philologie an der LMU. Von 1991 bis 2006 war sie wissenschaftliche Mitarbeiterin, Assistentin und Projektmitarbeiterin an der Katholischen Universität Eichstätt-Ingolstadt. Ab 2007 war sie wissenschaftliche Angestellte an der LMU. 2011 wurde sie an der LMU in Englischer Philologie habilitiert und wurde im gleichen Jahr Privatdozentin für Englische Sprachwissenschaft und Mittelalterliche Literatur an der LMU.
Sie unterrichtet historische Sprachwissenschaft, frühere Sprachstufen des Englischen (Altenglisch, Mittelenglisch und Frühneuenglisch), alt- und mittelenglische Literatur, Runologie, prä-altenglische und altenglische Runen, prä-altfriesische und altfriesische Runen sowie Varietäten des Englischen.
Seit 2017 ist sie wissenschaftliche Mitarbeiterin im Forschungsprojekt „Runische Schriftlichkeit in den germanischen Sprachen“ (RuneS) der Akademie der Wissenschaften zu Göttingen. Außerdem war sie an einem von 1995 bis 2006 laufenden Projekt zu den altenglischen Runen an der Katholischen Universität Eichstätt-Ingolstadt beteiligt.
Gaby Waxenberger ist Mitglied des internationalen Forschungsnetzwerks Runes, Monuments and Memorial Carvings und seit 2015 Mitglied der norwegischen Akademie der Wissenschaften Agder.

## Publikationen (Auswahl)
- Die Zuordnung der altenglischen Substantive zu den Flexionstypen untersucht am Buchstaben D. Lang, Frankfurt a. Main 1996, ISBN 978-3-631-44164-0 (458 S.).
- Gaby Waxenberger: The Intriguing Inscriptions of the Gandersheim Runic Casket Revisited. In: Lucia Kornexl und Ursula Lenker (Hrsg.): Bookmarks from the Past. Studies in Early English Language and Literature in Honor of Helmut Gneuss (= Münchener Universitätsschriften. Texte und Untersuchungen zur Englischen Philologie. Band 30). Lang, Frankfurt a. Main 2003, ISBN 3-631-51692-4, S. 143–176 (englisch, PDF auf Academia.edu [abgerufen am 26. Oktober 2020]).
- The Representation of Vowels in Unstressed Syllables in the Old English Runic Corpus. In: Alfred Bammesberger und  Gaby Waxenberger (Hrsg.): Das ältere Fuþark und seine einzelsprachlichen Weiterentwicklungen (= Ergänzungsbände zum Reallexikon der Germanischen Altertumskunde. Band 51). de Gruyter, Berlin / New York 2006, S. 272–314 (englisch).
- Hans Sauer und Gaby Waxenberger (Hrsg.): Recording  English, Researching  English, Transforming  English, ICEHL Munich 2008 (= Studies  in  English  Medieval  Language  and Literature. Band 41). Lang, Frankfurt a. Main 2013, ISBN 978-3-631-64223-8 (englisch, 344 S.).
- Gaby Waxenberger: How 'English' is the Early Frisian Runic Corpus? The Evidence of Sounds and Forms. In: John Hines & Nelleke IJssennagger (Hrsg.): Frisians and their North Sea Neighbours. From the Fifth Century to the Viking Age. Boydell & Brewer, Woodbridge 2017, S. 93–124 (englisch).